# Rock'n'Roll Circus
Rock'n'Roll Circus es el undécimo álbum de estudio (duodécimo en total) de la cantante japonesa Ayumi Hamasaki el cual salió a la venta el día 14 de abril del año 2010.
Cabe mencionar que el álbum debutó en el primer lugar mundial dejando atrás a Lady Gaga con The Fame Monster y a Black Eyed Peas con The E.N.D..
El álbum se lanzó en tres ediciones:
- CD
- CD+DVD
- Box Set Edition: que incluía la edición CD+DVD junto con el DVD del ARENA TOUR 2009 A ~NEXT LEVEL~ además de un paquete de té rojo, una taza conmemorativa y un photobook. Esta edición se agotó a los pocos minutos de haberse puesto en preventa.

El álbum es certificado Platino por la RIAJ por ventas de 250.000 copias.

## Lista de canciones
Todas las letras escritas por Ayumi Hamasaki.
| CD  |                                        |                |               |          |  |
| N.º | Título                                 | Música         | Arreglista(s) | Duración |  |
| 1.  | «THE introduction»                     | CMJK           | CMJK          | 1:39     |  |
| 2.  | «Microphone»                           | Yuta Nakano    | Yuta Nakano   | 4:23     |  |
| 3.  | «count down»                           | Tetsuya Yukumi | CMJK          | 4:34     |  |
| 4.  | «Sunset ~LOVE is ALL~»                 | Hana Nishimura | Yuta Nakano   | 5:46     |  |
| 5.  | «BALLAD»                               | D.A.I          | Yuta Nakano   | 5:20     |  |
| 6.  | «Last Links»                           | Tetsuya Yukumi | CMJK          | 3:56     |  |
| 7.  | «montage»                              | Yuta Nakano    | Yuta Nakano   | 1:40     |  |
| 8.  | «Don't look back»                      | Yuta Nakano    | CMJK          | 4:07     |  |
| 9.  | «Jump!»                                | CMJK           | CMJK          | 1:36     |  |
| 10. | «Lady Dynamite»                        | Kazuhiro Hara  | CMJK          | 4:17     |  |
| 11. | «Sexy little things»                   | Yuta Nakano    | Yuta Nakano   | 3:58     |  |
| 12. | «Sunrise ~LOVE is ALL~»                | Hana Nishimura | CMJK          | 4:46     |  |
| 13. | «meaning of Love»                      | Tetsuya Yukumi | HIKARI        | 5:20     |  |
| 14. | «You were...»                          | Kazuhiro Hara  | HΛL           | 4:48     |  |
| 15. | «RED LINE ~for TA~ []» (album version) | Tetsuya Yukumi | Yuta Nakano   | 5:46     |  |

| Bonus Track |                                                   |        |               |          |  |
| N.º         | Título                                            | Música | Arreglista(s) | Duración |  |
| 16.         | «Moon» (Disponible para los miembros de Team Ayu) |        |               | 5:47     |  |

| DVD (CD+DVD, special limited box CD+4DVD) |                                         |                               |          |  |
| N.º                                       | Título                                  | Director(es)                  | Duración |  |
| 1.                                        | «Sunrise ~LOVE is ALL~» (Video musical) | Wataru Takeishi               | 4:51     |  |
| 2.                                        | «Sunset ~LOVE is ALL~» (Video musical)  | Wataru Takeishi               | 5:44     |  |
| 3.                                        | «You were...» (Video musical)           | Masashi Muto                  | 5:11     |  |
| 4.                                        | «BALLAD» (Video musical)                | Takahide Ishii                | 5:48     |  |
| 5.                                        | «Sexy Little Things» (Video musical)    | Masashi Muto                  | 4:23     |  |
| 6.                                        | «Microphone» (Video musical)            | Masashi Muto                  | 4:27     |  |
| 7.                                        | «Don't look back» (Video musical)       | Hideaki Sunaga                | 4:10     |  |
| 8.                                        | «Lady Dynamite» (Video musical)         | Kazuyoshi Shimomura           | 4:17     |  |
| 9.                                        | «Sunrise ~LOVE is ALL~» (Making Clip)   | Keisuke Onodera, Jin Koyanagi | 4:43     |  |
| 10.                                       | «Sunset ~LOVE is ALL~» (Making Clip)    | Keisuke Onodera, Jin Koyanagi | 3:07     |  |
| 11.                                       | «You were...» (Making Clip)             | Keisuke Onodera, Jin Koyanagi | 3:03     |  |
| 12.                                       | «BALLAD» (Making Clip)                  | Keisuke Onodera, Jin Koyanagi | 3:13     |  |
| 13.                                       | «Sexy little things» (Making Clip)      | Keisuke Onodera, Jin Koyanagi | 2:56     |  |
| 14.                                       | «Microphone» (Making Clip)              | Keisuke Onodera, Jin Koyanagi | 2:57     |  |
| 15.                                       | «Don't look back» (Making Clip)         | Keisuke Onodera, Jin Koyanagi | 3:03     |  |
| 16.                                       | «Lady Dynamite» (Making Clip)           | Keisuke Onodera, Jin Koyanagi | 3:08     |  |

| Bonus Track |                                                                |          |  |
| N.º         | Título                                                         | Duración |  |
| 17.         | «ayumi hamasaki ARENA TOUR 2009 A ~NEXT LEVEL~ Special Digest» | 5:36     |  |

| DVD2: Ayumi Hamasaki Arena Tour 2009: Next Level (special limited box CD+4DVD) |                        |          |  |
| N.º                                                                            | Título                 | Duración |  |
| 1.                                                                             | «Pieces of Seven»      |          |  |
| 2.                                                                             | «Rule»                 |          |  |
| 3.                                                                             | «Unite!»               |          |  |
| 4.                                                                             | «Disco-munication»     |          |  |
| 5.                                                                             | «Energize»             |          |  |
| 6.                                                                             | «Sunrise: Love is All» |          |  |
| 7.                                                                             | «Load of the Shugyo»   |          |  |
| 8.                                                                             | «Love ‘n’ Hate»        |          |  |
| 9.                                                                             | «Identity»             |          |  |
| 10.                                                                            | «In the Corner»        |          |  |
| 11.                                                                            | «Hope or Pain»         |          |  |
| 12.                                                                            | «Green»                |          |  |
| 13.                                                                            | «Days»                 |          |  |
| 14.                                                                            | «Evolution»            |          |  |
| 15.                                                                            | «Signal»               |          |  |
| 16.                                                                            | «Rollin’»              |          |  |
| 17.                                                                            | «Sparkle»              |          |  |
| 18.                                                                            | «Bridge to the Sky»    |          |  |
| 19.                                                                            | «Next Level»           |          |  |

| DVD3: Ayumi Hamasaki Arena Tour 2009: Next Level (special limited box CD+4DVD) |                       |          |  |
| N.º                                                                            | Título                | Duración |  |
| 20.                                                                            | «Curtain Call»        |          |  |
| 21.                                                                            | «Sunset: Love is All» |          |  |
| 22.                                                                            | «Everywhere Nowhere»  |          |  |
| 23.                                                                            | «Humming 7/4»         |          |  |
| 24.                                                                            | «Boys & Girls»        |          |  |
| 25.                                                                            | «My All»              |          |  |

| DVD4: Ayumi Hamasaki Arena Tour 2009: Next Level (special limited box CD+4DVD) |        |          |  |
| N.º                                                                            | Título | Duración |  |

## Charts
| Chart                | Máxima Posición | Ventas Totales | Tiempo En Lista |
| -------------------- | --------------- | -------------- | --------------- |
| Oricon Daily Chart   | 1               | 85,142         | 18 semanas      |
| Oricon Weekly Chart  | 1               | 205,058        | 18 semanas      |
| Oricon Monthly Chart | 2               | 272,394        | 18 semanas      |
| Oricon Yearly Chart  |                 |                | 18 semanas      |